# Заречанский сельский совет (Верхнеднепровский район)
Заречанский сельский совет (укр. Зарічанська сільська рада) — входит в состав
Верхнеднепровского района
Днепропетровской области
Украины.
Административный центр сельского совета находится в 
с. Заречье.

## Населённые пункты совета
- с. Заречье
- с. Бородаевские Хутора
- с. Василевка
- с. Домоткань
- с. Корнило-Наталовка
- с. Акимовка